# La Prensa (Манагуа)
«La Prensa» — ежедневная вечерняя газета, одно из крупнейших печатных изданий Никарагуа.

## История
Газета была основана 2 марта 1926 года в городе Манагуа и начала выходить в 1926 году.
Начавшийся в 1929 году экономический кризис осложнил положение издания, и в 1932 году владельцем газеты стал Педро Хоакин Чаморро Селайя. Ему наследовал его сын Педро Хоакин Чаморро Карденаль,
24 января 1967 года (перед началом назначенных на 6 февраля 1967 года президентских выборов) газета «La Prensa» и три радиостанции, на которых могли выступить противники диктатора Л. Сомосы Дебайле были закрыты. 26 января 1967 года национальными гвардейцами был задержан Педро Хоакин Чаморро, эти события вызвали протестные выступления населения, которые переросли в столице в столкновения с Национальной гвардией. В результате, 1 февраля 1967 года газета получила разрешение продолжить работу.
В 1968 году тираж газеты составлял 40 тыс. экз..
В 1971 году тираж газеты составлял свыше 40 тыс. экз.
Мощное землетрясение 23 декабря 1972 года разрушило офис газеты, но в марте 1973 года её издание возобновилось.
10 января 1978 года по приказу диктатора Анастасио Сомосы был застрелен Педро Хоакин Чаморро, директор газеты «Пренса» и председатель оппозиционного «Демократического союза освобождения» (UDEL), в ответ в период с 22 января по 5 февраля 1978 года под руководством UDEL в стране была проведена двухнедельная акция протеста (массовые забастовки, митинги, демонстрации), в которой приняли участие до 600 тысяч человек.
После победы Сандинистской революции летом 1979 года в редакции газеты произошёл раскол, в 1980 году около 80 % работников покинули газету и основали газету «El Nuevo Diario».
В начале 1980-х годов тираж газеты составлял 70 тыс. экз. (воскресного номера — 35 тыс. экз.)
В 2010 году тираж газеты составлял 42 тыс. экз.
В мае 2025 года газета была удостоена Всемирной премии ЮНЕСКО за вклад в дело свободы печати имени Гильермо Кано. В ответ на это власти Никарагуа объявили о выходе государства из ЮНЕСКО — министр иностранных дел Никарагуа Вальдрак Джентске заявил, что газета является «проамериканской» и представляет собой «подлое предательство нашей Родины».